# Sombrero

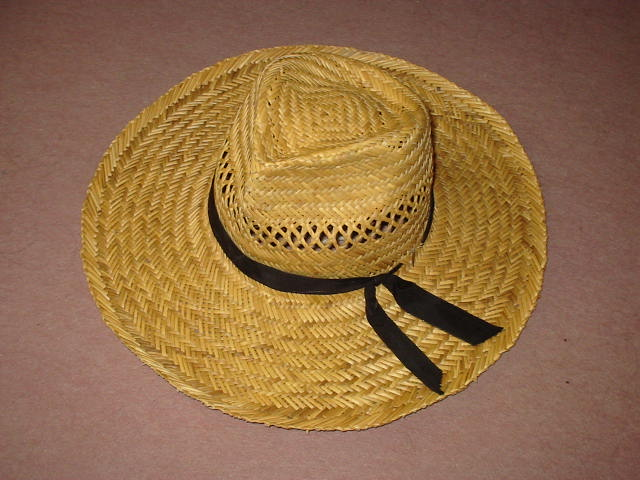
Sombrero de paja.

Un sombrero es una prenda de vestir que se utiliza específicamente para cubrir la cabeza, ya sea del sol, el frío o incluso marcar el estatus social del portador. El término sombrero se ha modificado, convirtiéndolo en un término específico para designar al accesorio que tiene un ala alrededor de la copa.
En el pasado, los sombreros eran un indicador de estatus social. En el ejército, los sombreros pueden denotar nacionalidad, rama de servicio, rango o regimiento.  La policía suele llevar sombreros distintivos como la gorra de visera o el sombrero de ala, como los que lleva la Real Policía Montada de Canadá. Algunos sombreros tienen una función protectora. Por ejemplo, el casco duro protege la cabeza de los trabajadores de la construcción de las caídas de objetos, el grueso sombrero de policía de la policía británica protege la cabeza de los agentes, el sombrero de verano de ala ancha protege la cara y los hombros del sol, el sombrero vaquero protege del sol y la lluvia y el ushanka de piel con orejeras plegables mantiene calientes la cabeza y las orejas. Algunos sombreros se llevan con fines ceremoniales, como el birrete, que se usa (o se lleva) durante las ceremonias de graduación universitaria.
Algunos sombreros los llevan los miembros de una determinada profesión, como el gorro de chef de los cocineros o la mitra de los obispos cristianos. Los fieles de ciertas religiones llevan sombreros con regularidad, como el turbante que llevan los sijs, o la gorra de iglesia que usan las mujeres cristianas para cubrirse la cabeza durante la oración y el culto. La práctica de cubrirse la cabeza para ir a la iglesia procede originalmente de la Biblia: 1 Corintios 11:15, para ser exactos. Esta sencilla prenda se ha adaptado y ampliado hasta convertirse en una parte elegante del atuendo de las mujeres del sur de Estados Unidos para ir a la iglesia. A principios de siglo, muchas mujeres sureñas llevaban sombreros sencillos a la iglesia por respeto, reverencia al servicio y continuidad con las tradiciones heredadas. La tradición de los sombreros de iglesia continúa hoy en día, con sombreros -a veces llamados coronas- de colores brillantes, diseños atrevidos y estilos llamativos en los servicios dominicales de todo el sur de Estados Unidos.

## Historia

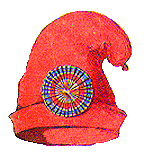
Gorro frigio portando la insignia tricolor.

Aunque no hay muchos registros oficiales de sombreros antes del 3.000 a. C., es probable que fueran habituales antes de esa fecha. La estatuilla de la Venus de Willendorf, de entre 27.000 y 30.000 años de antigüedad, puede representar a una mujer con un sombrero tejido. Uno de los primeros sombreros confirmados conocidos lo llevaba un hombre de la Edad de Bronce (apodado Ötzi) cuyo cuerpo (incluido su sombrero) fue hallado congelado en una montaña entre Austria e Italia, donde llevaba desde alrededor del año 3250 a. C. Se le encontró con un gorro de piel de oso con una correa en la barbilla, hecho de varias pieles cosidas entre sí, esencialmente parecido a un gorro de piel ruso sin las solapas.
Los primeros sombreros tienen sus orígenes en los imperios antiguos; en el Antiguo Egipto ya se utilizaban diversos tipos de tocados, pero uno de los más reconocidos antecedentes del sombrero fue el gorro frigio, un sombrero de origen frigio que fue utilizado por los griegos para simbolizar que todo aquel que lo portara era un esclavo al que se le había otorgado su libertad. En Grecia también surgieron el píleo (Pilleus) y el pétaso (Petasus), siendo el petaso el primer sombrero que tenía ala.
El sombrero surge como una necesidad para protegerse del sol y la lluvia, principalmente entre el campesinado. Los primeros sombreros eran fabricados principalmente de fieltro y de lana. Los sombreros de los antiguos eran generalmente blancos como lo observamos en muchos vasos pintados que nos quedan de la antigüedad. Sófocles hace aparecer a Ismena la más joven de las hijas de Edipo adornada con uno de estos sombreros cuando habiéndose escapado de Tebas fue a Atenas a juntarse con su padre. 
En tiempos de Carlos VI de Francia comenzaron a usarse sombreros en el campo. En el de Carlos VIII se introdujo su uso en las ciudades pero tan solo en tiempo de lluvia. En el reinado de Luis XI ya se habían generalizado más y se llevaban en todo tiempo extendiéndose su uso a las naciones vecinas. Consta que Carlos IV de Francia llevaba sombrero de castor al hacer su entrada en Ruan en 1494. Este sombrero estaba forrado de terciopelo carmesí y llevaba en el remate una borla de hilo de oro.
Los grandes comenzaron luego a usarlos guarnecidos de plumas, cordones y otros adornos mientras el clero y la plebe continuaban llevando cofias o capirotes. Más adelante, el uso del sombrero fue generalizándose variando la forma según la época. A principios del siglo XX se usaba comúnmente en todo el mundo civilizado. Su uso se encuentra en retroceso desde entonces, transformando su utilidad de una funcional a un accesorio de moda.
En la actualidad ha quedado comprobado que aunque no fueron diseñado para ello, los dobleces que tiene los sombreros en la copa sirven para proteger a quien los porta de golpes o lesiones.

## Partes
Un sombrero puede constar o no de los siguientes elementos.
- Corona o copa: es la parte superior del sombrero que se adapta a la forma del cráneo, limitando su circunferencia. Esta puede tener diferentes formas, regularmente redonda, cónica o truncada.
- Borde o ala: es la parte del sombrero que consta de una superficie que recorre la circunferencia del sombrero, cumple la función de proteger al usuario de los rayos solares. El término ala también es aplicado a la parte lateral de algunos sombreros como el chullo y el ushanka, que tiene la finalidad de proteger o cubrir las orejas del frío.
- Banda suave: es la parte interna del sombrero, habitualmente conocida como badana. Hecha de materiales suaves que entra en contacto directo con el cráneo del usuario y que tiene la finalidad de ajustar correctamente el sombrero a la cabeza y detener el sudor.
- Banda del sombrero, toquilla o cinturón: es la cinta o adorno que se coloca alrededor de la copa, entre la corona y el borde. Sirve para darle forma al sombrero, evitando que se ensanche o como simple ornato.
- Visera o ala frontal: es la superficie frontal de ciertos tipos de sombreros que sirve para bloquear los rayos solares. Es frecuentemente encontrada como un elemento común en gorras militares y las populares gorras de béisbol.
- Barboquejo, barbuquejo o barbiquejo: cinta para sujetar el sombrero que se pasa por debajo de la barbilla, especialmente para los sombreros de trabajo y militares.

## Tipos
| Imagen                            | Nombre                                                           | Descripción |
| --------------------------------- | ---------------------------------------------------------------- | --- |
|                                   | Aireado                                                          | Sombrero patentado en 2019 en España, bajo la marca "Airhat". Se trata de un modelo construido por capas que permite el paso del aire hacia la cabeza sin perder la función de protección frente a los rayos solares. |
|                                   | Akubra                                                           | Una variante australiana del chambergo tradicional, utilizado para protegerse de los rayos solares. Usualmente confeccionado en fieltro y con un ala grande. |
|                                   | Bicornio                                                         | Un sombrero antiguo que consta de un borde doblado, utilizado por las fuerzas armadas de Estados Unidos y Francia en el siglo XVIII. Asociado con Napoleón Bonaparte. |
|                                   | Bombín, hongo                                                    | Un tipo de sombrero clásico confecciónado en fieltro que se compone de un ala estrecha y una corona redonda. Popular desde finales del siglo XIX y los primeros años del siglo XX. Asociado con Charles Chaplin. También es típico de los payasos. |
|                                   | Boonie                                                           | Un sombrero de tela de algodón que se compone de un borde amplio que protege al portador de los rayos solares. Variante moderna del chambergo, utilizada como parte del uniforme militar de campo de algunas fuerzas armadas de diferentes países. |
|                                   | Boss of the Plains                                               | Un sombrero diseñado por John Batterson Stetson para resistir todo tipo de clima. Sombrero fabricado en el periodo del Salvaje Oeste en Estados Unidos. |
|                                   | Bucket o sombrero de pesca                                       | Un sombrero fabricado en tela de algodón que tiene un borde colgante que cae frente al rostro. Utilizado popularmente para protegerse del sol durante la práctica de la pesca. Es el sombrero que emplea Don Ramón, personaje de la serie mexicana El Chavo del Ocho. |
|                                   | Canotier                                                         | Sombrero de paja, de alas rectas y copa baja y plana rodeada frecuentemente por una cinta negra. Muy usado por caballeros en los años 20. En la actualidad preferido por las señoras. |
|                                   | Capotain                                                         | Un sombrero con corona más o menos alta en forma de cono truncado que usualmente contenía un cinturón alrededor de la base de la corona. El capotain formaba parte de la vestimenta del siglo XVI y XVII; es frecuentemente asociado con los Padres Peregrinos de las congregaciones religiosas puritanas durante la primera época colonial estadounidense. |
|                                   | Chambergo                                                        | Un sombrero de fieltro o tela utilizado entre los siglos XVII y XIX. Constaba de un borde amplio diseñado para cubrir al portador de los rayos solares. |
|                                   | Chupalla                                                         | Un sombrero tradicional de Chile comúnmente utilizado por ganaderos y jinetes. |
|                                   | Deerstalker                                                      | Un sombrero a prueba de clima utilizado para la práctica de la caza. Popularmente identificado como el sombrero del personaje Sherlock Holmes. |
|                                   | Fedora, flexible                                                 | Un sombrero masculino de fieltro con corona pinchada y con una cinta alrededor de la base de la corona, formaba parte de la vestimenta usual masculina durante la primera mitad del siglo XX. |
|                                   | Gat (갓)                                                         | Un sombrero de borde amplio utilizado tradicionalmente por hombres en Corea. |
|                                   | Hardee Hat                                                       | Un sombrero utilizado para identificar a las tropas del Ejército de la Unión en la Guerra de Secesión. |
|                                   | Homburg                                                          | Un sombrero masculino formal de principios del siglo XX confeccionado en fieltro, muy similar a un fedora. Se caracteriza por la hendidura central en la copa y ausencia de las melladuras laterales del fedora.Homburg (sombrero) |
|                                   | Jaapi                                                            | Un sombrero grande tradicional en Assam, India. Usualmente es fabricado en paja y adornado con listones y lentejuelas. |
|                                   | Mitra                                                            | Indumentaria utilizada por clérigos de la Iglesia católica, la Iglesia ortodoxa y la Comunión anglicana. |
|                                   | Montera                                                          | Un sombrero tradicional tejido que formó parte de la indumentaria tradicional de la península ibérica. Asociado con los practicantes profesionales de la tauromaquia. |
|                                   | Nón lá                                                           | Un sombrero de paja en forma cónica tradicional en Asia, principalmente en China, Japón, Vietnam, Corea e Indonesia. El sombrero se mantiene adherido a la cabeza con una banda de seda que se sujeta por debajo de la mandíbula. |
|                                   | Porkpie                                                          | Un sombrero de paja o fieltro de ala estrecha y levantada en todo su contorno y corona plana. Le debe su nombre al tradicional pastel de carne británico. |
|                                   | Sombrero de campaña                                              | Un sombrero de ala amplia fabricado en fieltro que es utilizado para distinguir a algunos miembros del ejército de algunos países. El sombrero de campaña se identifica por tener cuatro alteraciones curvas en la corona, similar a un exprime limones, (en inglés lemon squeezer hat). Utilizado actualmente por los miembros de la Policía montada del Canadá, las fuerzas armadas de Estados Unidos y Nueva Zelanda, los líderes de los Boy Scouts de América y los guardabosques de los parques nacionales de Estados Unidos. |
|                                   | Trilby                                                           | Sombrero similar al fedora pero de ala estrecha de 3 - 4 cm, Leonard Cohen lo usaba. |
|                                   | Tricornio                                                        | El tricornio es un tipo de sombrero que inicialmente era de fieltro y con el ala ancha y doblada hacia arriba buscando la copa y formando tres picos. |
|                                   | Sombrero cloché                                                  | Un sombrero femenino en forma de campana, parecido a un sombrero de pesca que era frecuentemente utilizado por las flappers en la Era del Jazz en la década de los años 20. |
|                                   |                                                                  | |
| Chistera o sombrero de copa alta. | Sombrero de copa alta                                            | Un sombrero confeccionado en fieltro, seda o piel, que se compone de una corona cilíndrica y un borde semicurvo. Popular en la moda masculina entre los siglos XVIII y XX. Es el sombrero de Rico McPato y e que emplean los magos. |
|                                   | Sombrero cordobés                                                | Un sombrero tradicional de Córdoba, España. |
|                                   | Sombrero de charro                                               | Un sombrero tradicional mexicano de borde amplio. Asociado con la charrería y el Mariachi. |
|                                   | Pamela                                                           | Sombrero femenino redondo caracterizado por su amplia ala, realizado en tejidos vegetales o en fieltro si se trata de una pamela de invierno. En ocasiones profusamente decoradas con lazos o flores. |
| Sombrero Panamá Clasic            | Panamá                                                           | Sombrero confeccionado a mano por artesanos con paja toquilla, usando métodos tradicionales en Ecuador, también algunos lo conocen como jipijapa. Existen diferentes modelos como el clásico, plantación, aguacate, optimus Archivado el 3 de noviembre de 2018 en Wayback Machine., gambler, coco y Brasil |
|                                   | jipijapa                                                         | Un sombrero tradicional confeccionado en las localidades de Montecristi y Jipijapa de la provincia de Manabí en la República del Ecuador con hojas trenzadas de palma, la confección también se extiende a la provincia de Azuay en las localidades de Sigsig, Gualaceo y Cuenca. |
|                                   | Sombrero panza de burro                                          | Un sombrero tradicional argentino utilizado por los gauchos. |
|                                   | Stetson, sombrero vaquero, sombrero texano, occidental o norteño | Un sombrero de copa pinchada y borde semicurvo. Utilizado en las zonas rurales del sur de Estados Unidos y el norte de México desde finales del siglo XIX. |
|                                   | Sombrero de cogollo                                              | Sombrero típico de Venezuela, principalmente en Oriente. |
|                                   | Sombrero vueltiao                                                | Sombrero típico de Colombia. |
|                                   | Sombrero Wayúu o Uwomü                                           | Sombrero típico del Pueblo wayú y guajiro. |